# Dobsonia
Dobsonia Palmer, 1898 è un genere di pipistrelli della famiglia degli Pteropodidi, comunemente noti come pipistrelli della frutta dal dorso nudo.

## Descrizione

### Dimensioni
Al genere Dobsonia appartengono pipistrelli di medio-grandi dimensioni con la lunghezza dell'avambraccio tra gli 86,5 mm di D. minor e i 162 mm di D. magna, la lunghezza della testa e del corpo tra 102 e 242 mm, la lunghezza della coda tra 13 e 39 mm e un peso fino a 600 g. 

### Caratteristiche craniche e dentarie
Il cranio presenta un rostro molto accorciato, le ossa pre-mascellari ridotte e una bolla timpanica relativamente grande. Gli incisivi superiori sono separati dai canini, i quali sono robusti e inclinati in avanti.
Sono caratterizzati dalla seguente formula dentaria:

### Aspetto
La pelliccia è corta. Le parti ventrali variano dal marrone scuro al giallo-verdastro. In alcune forme appare una tinta insolitamente verde oliva brillante, la quale tende a svanire dopo la morte dell'esemplare. La testa è scura, abbastanza robusta, compatta e ricoperta di pochi peli sparsi. Le orecchie sono lunghe ed appuntite. Il secondo dito è privo dell'artiglio, mentre le membrane alari sono attaccate sulla spina dorsale, dando l'impressione di una schiena nuda e posteriormente al primo o al secondo dito del piede. La coda è sempre presente, poco più corta del piede. La tibia è priva di peli. Il calcar è ben sviluppato, mentre l'uropatagio è ridotto ad una sottile membrana lungo gli arti inferiori.

## Distribuzione e habitat
Il genere è diffuso nell'Ecozona australasiana: dall'isola di Sulawesi fino alle isole Salomone ad est, l'arcipelago delle Filippine a nord e la Penisola di Capo York in Australia a sud.

## Tassonomia
Il genere è stato suddiviso da Andersen, in funzione delle caratteristiche morfologiche, craniche e dentarie, nelle seguenti specie.
- Molari e premolari semplici. Piccole dimensioni.
  - Dobsonia minor
- Una cuspide ben evidenziata nei premolari e spesso anche nei molari. Medio-grandi dimensioni.
  - Gli artigli sono bianchi.
    - Dobsonia anderseni
    - Dobsonia magna
    - Dobsonia moluccensis

  - Gli artigli sono marroni.
    - Dobsonia beauforti
    - Dobsonia chapmani
    - Dobsonia crenulata
    - Dobsonia emersa
    - Dobsonia exoleta
    - Dobsonia inermis
    - Dobsonia pannietensis
    - Dobsonia peroni
    - Dobsonia praedatrix
    - Dobsonia viridis